# Sollentuna United
Sollentuna United FK var en fotbollsklubb i Sollentuna kommun, Sverige som 2012 spelade i Division 2. Sollentuna United bildades år 2006 efter en sammanslagning av fotbollssektionerna i Edsbergs IF och Turebergs IF. De fusionerade klubbarna hade dessförinnan existerat i 48 respektive 88 år. 
Sollentuna United hade sin bas på Edsbergs sportfält och Sollentunavallen. Från 2010 ingick även Kärrdals IF:s fotbollssektion i Sollentuna United. Föreningen var en av de största i Sollentuna kommun och hade som mest över 1 200 medlemmar.
Inför säsongen 2013 slogs klubben samman med Sollentuna Fotboll IF och bildade den nya klubben Sollentuna FK.